# Amphicnemis circularis
Amphicnemis circularis là một loài chuồn chuồn kim trong họ Coenagrionidae.
Amphicnemis circularis được Lieftinck miêu tả khoa học năm 1974.